# Mathieu Darche
Pour les articles homonymes, voir Darche.
Mathieu Darche (né le 26 novembre 1976 à Montréal, dans la province de Québec au Canada) est un joueur professionnel canadien de hockey sur glace,.Depuis le 23 mai 2025, il est directeur général des Islanders de New York.

## Carrière de joueur
Après quatre saisons avec les Redmen de l'Université McGill de Montréal, où il joua tant au hockey qu'au football, il signa en mai 2000 un contrat avec les Blue Jackets de Columbus. Durant les trois saisons suivantes, il fit la navette entre le club-école de Columbus, le Crunch de Syracuse, et les Blue Jackets. Il se joignit aux Predators de Nashville lors de la saison 2003-2004, mais ne parvint pas à s'imposer, ne jouant que deux parties avec les Predators. Il tenta ensuite de se tailler un poste avec l'Avalanche du Colorado, mais n'y parvint point. Il décida alors d'aller jouer en Europe, ce qu'il fit avec le EV Duisburg du Championnat d'Allemagne de hockey sur glace. Il fut alors contacté par les Sharks de San José pour revenir joueur en Amérique, ce qu'il fit, mais encore une fois, il passa la majorité de la saison dans la Ligue américaine de hockey avec les Sharks de Worcester. Il a fait partie de l'alignement des Pirates de Portland, le club-école des Sabres de Buffalo. En juillet 2009, il a signé un contrat avec les Canadiens de Montréal. À la fin du contrat avec les Canadiens en 2012, il s'implique dans l'Association des joueurs, puis à la fin du lock-out de 2012-2013, il est invité au camp d'entraînement des Devils du New Jersey. Sans contrat en début de saison, il continue à s'entraîner avec les Devils pendant les négociations contractuelles.
Le 19 février 2013 il annonce sa retraite du hockey professionnel et aspire à un début de carrière en management dans une des équipes de la NHL.

## Carrière au Réseau des sports
Le 28 février 2013, il signe un contrat avec la chaîne RDS pour être analyste hockey. Il participe aux émissions Hockey 360 et l'Antichambre, et tient une chronique sur le site RDS.ca.

## Statistiques
| Saison     | Équipe                        | Ligue      |     | Saison régulière | Saison régulière | Saison régulière | Saison régulière | Saison régulière |    | Séries éliminatoires | Séries éliminatoires | Séries éliminatoires | Séries éliminatoires | Séries éliminatoires |
| Saison     | Équipe                        | Ligue      | PJ  | B                | A                | Pts              | Pun              | PJ               | B  | A                    | Pts                  | Pun                  |                      |                      |
| 1996-1997  | Redmen de l'Université McGill | SIC        | 15  | 0                | 1                | 1                | 21               | -                | -  | -                    | -                    | -                    |                      |                      |
| 1997-1998  | Redmen de l'Université McGill | SIC        | 26  | 21               | 13               | 34               | 20               | -                | -  | -                    | -                    | -                    |                      |                      |
| 1998-1999  | Redmen de l'Université McGill | SIC        | 23  | 12               | 21               | 33               | 38               | -                | -  | -                    | -                    | -                    |                      |                      |
| 1999-2000  | Redmen de l'Université McGill | SIC        | 26  | 27               | 35               | 62               | 22               | -                | -  | -                    | -                    | -                    |                      |                      |
| 2000-2001  | Crunch de Syracuse            | LAH        | 66  | 16               | 24               | 40               | 21               | 5                | 0  | 1                    | 1                    | 4                    |                      |                      |
| 2000-2001  | Blue Jackets de Columbus      | LNH        | 9   | 0                | 0                | 0                | 0                | -                | -  | -                    | -                    | -                    |                      |                      |
| 2001-2002  | Crunch de Syracuse            | LAH        | 63  | 22               | 23               | 45               | 26               | 10               | 2  | 5                    | 7                    | 2                    |                      |                      |
| 2001-2002  | Blue Jackets de Columbus      | LNH        | 14  | 1                | 1                | 2                | 6                | -                | -  | -                    | -                    | -                    |                      |                      |
| 2002-2003  | Crunch de Syracuse            | LAH        | 76  | 32               | 32               | 64               | 38               | -                | -  | -                    | -                    | -                    |                      |                      |
| 2002-2003  | Blue Jackets de Columbus      | LNH        | 1   | 0                | 0                | 0                | 0                | -                | -  | -                    | -                    | -                    |                      |                      |
| 2003-2004  | Admirals de Milwaukee         | LAH        | 76  | 28               | 31               | 59               | 41               | 22               | 6  | 8                    | 14                   | 8                    |                      |                      |
| 2003-2004  | Predators de Nashville        | LNH        | 2   | 0                | 0                | 0                | 0                | -                | -  | -                    | -                    | -                    |                      |                      |
| 2004-2005  | Bears de Hershey              | LAH        | 79  | 29               | 25               | 54               | 49               | -                | -  | -                    | -                    | -                    |                      |                      |
| 2005-2006  | EV Duisburg                   | DEL        | 52  | 12               | 13               | 25               | 88               | 5                | 1  | 3                    | 4                    | 4                    |                      |                      |
| 2006-2007  | Sharks de Worcester           | LAH        | 76  | 35               | 45               | 80               | 72               | 5                | 2  | 2                    | 4                    | 2                    |                      |                      |
| 2006-2007  | Sharks de San José            | LNH        | 2   | 0                | 0                | 0                | 0                | -                | -  | -                    | -                    | -                    |                      |                      |
| 2007-2008  | Admirals de Norfolk           | LAH        | 4   | 3                | 7                | 10               | 2                | -                | -  | -                    | -                    | -                    |                      |                      |
| 2007-2008  | Lightning de Tampa Bay        | LNH        | 73  | 7                | 15               | 22               | 20               | -                | -  | -                    | -                    | -                    |                      |                      |
| 2008-2009  | Pirates de Portland           | LAH        | 80  | 31               | 35               | 66               | 37               | 5                | 0  | 0                    | 0                    | 4                    |                      |                      |
| 2009-2010  | Bulldogs de Hamilton          | LAH        | 32  | 16               | 9                | 25               | 4                | -                | -  | -                    | -                    | -                    |                      |                      |
| 2009-2010  | Canadiens de Montréal         | LNH        | 29  | 5                | 5                | 10               | 4                | 11               | 0  | 1                    | 1                    | 2                    |                      |                      |
| 2010-2011  | Canadiens de Montréal         | LNH        | 59  | 12               | 14               | 26               | 10               | 7                | 1  | 1                    | 2                    | 0                    |                      |                      |
| 2011-2012  | Canadiens de Montréal         | LNH        | 61  | 5                | 7                | 12               | 18               | -                | -  | -                    | -                    | -                    |                      |                      |
| Totaux LAH | Totaux LAH                    | Totaux LAH | 552 | 212              | 231              | 443              | 290              | 47               | 10 | 16                   | 26                   | 20                   |                      |                      |
| Totaux LNH | Totaux LNH                    | Totaux LNH | 250 | 30               | 42               | 72               | 58               | 18               | 1  | 2                    | 3                    | 2                    |                      |                      |

### Équipes d'étoiles et Trophées
- 1998 : nommé dans la 2e équipe d'étoiles de l'association de l'Est du SIC.
- 1999 et 2000 : nommé dans la 1re équipe d'étoiles de l'association de l'Est du SIC.
- 2000 : nommé dans l'équipe d'étoiles du SIC.
- 2004 : gagne la Coupe Calder avec les Admirals de Milwaukee.

### Transactions en carrière
- 16 mai 2000 : signe un contrat comme agent libre avec les Blue Jackets de Columbus.
- 10 septembre 2003 : signe un contrat comme agent libre avec les Predators de Nashville.
- 26 juillet 2004 : signe un contrat comme agent libre avec l'Avalanche du Colorado.
- 10 juillet 2006 : signe un contrat comme agent libre avec les Sharks de San José.
- 2 juillet 2007 : signe un contrat comme agent libre avec le Lightning de Tampa Bay.
- 2 juillet 2009 : signe un contrat comme agent libre avec les Canadiens de Montréal.

### Parenté dans le sport
- Frère du joueur de football de la NFL, Jean-Philippe Darche.